# 布倫斯巴赫河 (伍珀河支流)
51°9′7.23″N 7°20′39.09″E / 51.1520083°N 7.3441917°E
布倫斯巴赫河（德語：Brunsbach），是德國的河流，位於該國西部，流經北萊茵-威斯特法倫州，屬於伍珀河的左支流，河道全長2.6公里，流域面積2平方公里。